# Kirk S. Pierce

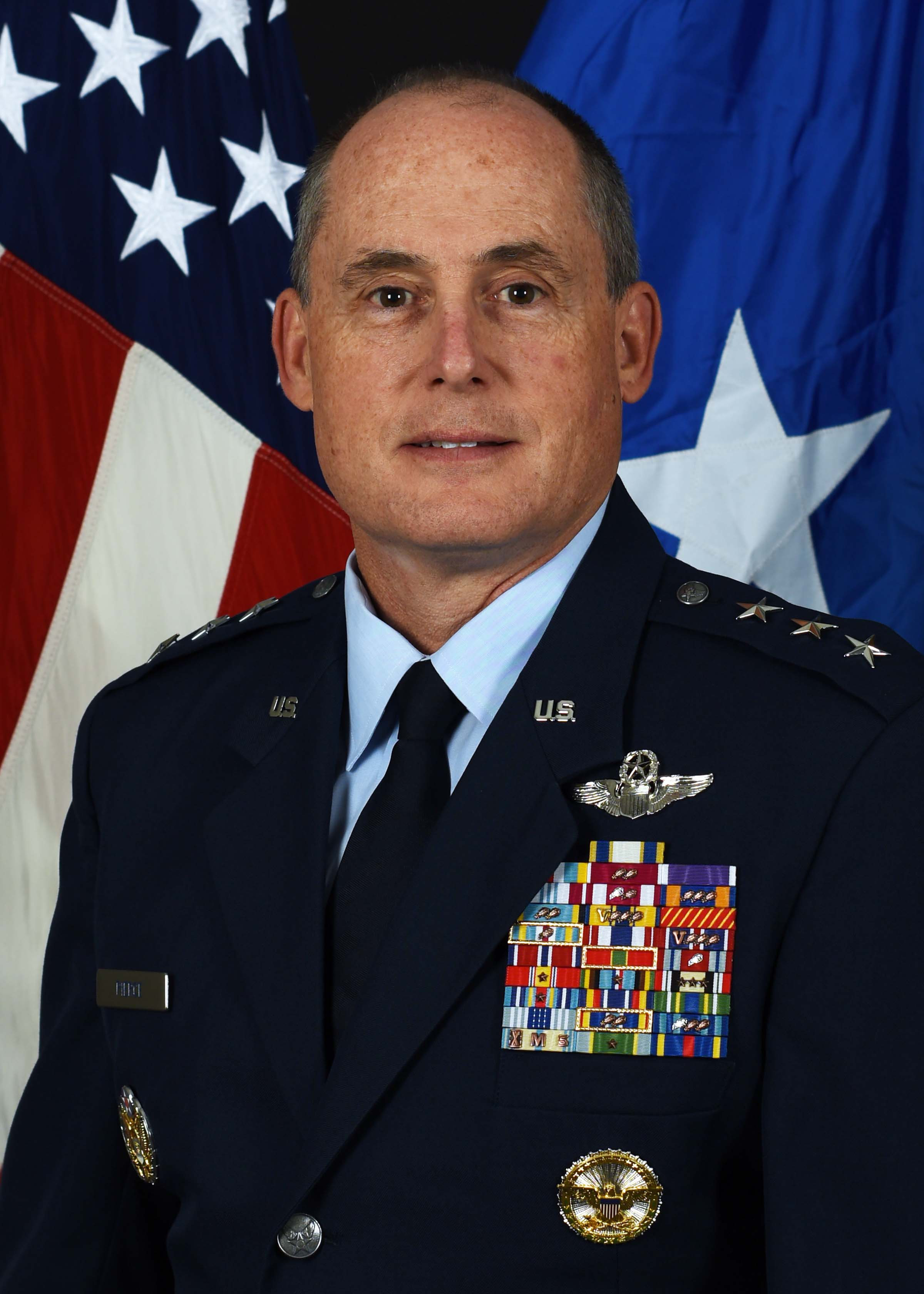
Kirk S. Pierce (2023)

Kirk S. Pierce (* um 1966) ist ein pensionierter Generalleutnant der United States Air Force. Er war unter anderem Kommandeur der 1. Luftflotte (First Air Force).

## Werdegang
Im Jahr 1988 gelangte er über das ROTC-Programm der University of Notre Dame in das Offizierskorps des United States Air Force. Dort durchlief er anschließend alle Offiziersränge vom Leutnant bis zum Drei-Sterne-General. Dabei kommandierte er Einheiten der Luftstreitkräfte von der Schwadron bis zur Luftflotte. Er nahm unter anderem an der Operation Southern Watch und am Irakkrieg teil.
Im Lauf seiner militärischen Karriere absolvierte er verschiedene Kurse und Schulungen. Dazu gehörten unter anderem eine Ausbildung zum Kampfpiloten und weitere Fortbildungskurse als Pilot neuer Flugzeugtypen; die Squadron Officer School auf der Maxwell Air Force Base in Alabama; das Air Command and Staff College, ebenfalls auf der Maxwell AFB; das National War College in Fort Lesley J. McNair in Washington, D.C.; das Seminar XXI, Foreign Political and International Relations am Massachusetts Institute of Technology (MIT); der Combined Force Air Component Commanders Course und der Joint Flag Officer Warfighter Course, beide auf der Maxwell AFB. Außerdem erhielt er akademische Grade von der Syracuse University und der Harvard University.
In seinen frühen Jahren als Offizier der Luftwaffe war er an verschiedenen Stützpunkten stationiert. Dabei war er als Pilot oder Flugausbilder bei unterschiedlichen Einheiten tätig. Dazwischen absolvierte er die erwähnten Schulungen. Zwischen Mai 1998 und Mai 1999 war er auf der Kunsan Air Base in Südkorea stationiert. Zwischen 2001 und 2006 gehörte er in unterschiedlichen Funktionen zur 121. Kampfstaffel (121st Fighter Squadron), die zur District of Columbia Air National Guard gehörte und auf der Andrews AFB stationiert war. Es folgte sein Studium am National War College von August 2006 bis Juni 2007. Anschließend kehrte er zur 121. Kampfstaffel auf die Andrews AFB zurück. Bis zum Juni 2010 war er dort als Ausbildungspilot und Stabsoffizier tätig.
Zwischen Juni 2010 und Oktober 2011 kommandierte Kirk Pierce die 113th Operations Group, die ebenfalls zu den Luftverteidigungsstreitkräften der Nationalgarde des Districts of Columbia gehörte. Zwischen Januar und Mai 2011 war er zudem Leiter der Einsatzgruppe für Luft- und Raumunternehmen (Battle Director, Combined Air and Space Operations). Danach wurde er zum Stab des National Guard Bureaus versetzt. Dort leitete er zwischen Oktober 2011 und Juni 2013 zunächst eine Unterabteilung (Strategy and Analysis Division) der Stabsabteilung für strategische Planungen und dann ab März 2012 die Abteilung für Luft- und Raumoperationen (Director, Air, Space, and Cyber Operations).
Zwischen Juni 2013 und Juni 2014 gehörte Pierce als Senior Military Advisor to the Deputy Assistant Secretary of Defense zum Stab des Verteidigungsministeriums. Anschließend kehrte er zum Stab des National Guard Bureaus zurück. Dort leitete er bis zum Januar 2015 die Abteilung für Planungen und Programme (Director of Plans and Programs). Daran schloss sich eine Versetzung zum Kingsley Field in Oregon an. Dort kommandierte er zwischen Januar 2015 und April 2016 das 173. Kampfgeschwader (173rd Fighter Wing), das die Luftkomponente der Oregon National Guard darstellt. Es folgte eine weitere Rückkehr zur Andrews AFB und dem National Guard Bureau. Bis zum April 2017 leitete er dort die Stabsabteilung für Aufklärung, Luft- und Raumoperationen und Kommunikation (Director, Intelligence/Air, Space, and Information Operations/Communications).
Danach wurde er auf die Peterson Air Force Base in Colorado versetzt. Zwischen April 2017 und Oktober 2019 leitete er dort die Stabsabteilung für Operationen beim North American Aerospace Defense Command (NORAD). Anschließend war Kirk Pierce bis zum Juli 2020 stellvertretender Leiter der Air National Guard. Am 29. Juli 2020 übernahm er auf der Tyndall Air Force Base in Florida als Nachfolger von Marc H. Sasseville das Kommando über die 1. Luftflotte, die hauptsächlich aus Geschwadern verschiedener Nationalgarden besteht. Gleichzeitig kommandierte er das dortige regionale Kontrollzentrum des NORAD. Diese Aufgaben bekleidete er bis zum 31. März 2023 als Steven S. Nordhaus seine Nachfolge antrat. Anschließend schied er aus dem aktiven Militärdienst aus.
Während seiner aktiven Zeit als Militärpilot absolvierte er über 4900 Flugstunden auf verschiedenen Flugzeugtypen.
Seit dem Frühjahr 2024 gehört Kirk Pierce dem Vorstand der Roosevelt Group an.

## Daten der Beförderungen
| Abzeichen | Rang               | Jahr              |
| --------- | ------------------ | ----------------- |
|           | Second Lieutenant  | 14. Mai 1988      |
|           | First Lieutenant   | 29. Oktober 1990  |
|           | Captain            | 29. Oktober 1992  |
|           | Major              | 19. November 1999 |
|           | Lieutenant Colonel | 20. Januar 2005   |
|           | Colonel            | 16. Juni 2010     |
|           | Brigadier General  | 3. April 2016     |
|           | Major General      | 15. Januar 2019   |
|           | Lieutenant General | 29. Juli 2020     |

## Orden und Auszeichnungen
Kirk Pierce erhielt im Lauf seiner militärischen Laufbahn unter anderem folgende Auszeichnungen:
- Air Force Distinguished Service Medal
- Defense Superior Service Medal
- Legion of Merit
- Defense Meritorious Service Medal
- Meritorious Service Medal
- Air Medal
- Aerial Achievement Medal
- Air Force Commendation Medal*
- Air Force Outstanding Unit Award
- Joint Meritorious Unit Award
- Combat Readiness Medal
- National Defense Service Medal
- Armed Forces Expeditionary Medal
- Iraq Campaign Medal
- Global War on Terrorism Expeditionary Medal
- Global War on Terrorism Service Medal
- Korea Defense Service Medal
- Air Force Longevity Service Award
- Purple Heart